# Shotzi Blackheart
Ashley Louise Urbanski (Condado de Santa Clara, California, 14 de marzo de 1992) es una luchadora profesional estadounidense, que trabajó para la empresa WWE, donde se presenta bajo el nombre de Shotzi (acortado de Shotzi Blackheart, su anterior nombre).

## Carrera

### Inicios en Hoodslam (2014-2015)
Blackheart comenzó su carrera en 2014 dentro de Hoodslam (un evento de lucha libre clandestino dirigido a un público adulto) donde comenzó trabajando bajo los nombres Missy High-as-Shit o también Missy Hyasshit.

### WWE

#### Tough Enough y Evolve (2015, 2018-2019)
En 2015, Blackheart participó por un lugar en la sexta temporada de WWE Tough Enough, sin embargo no fue seleccionada para quedar entre los participantes del programa.
Blackheart comenzó a hacer presentaciones y tener varios combates con WWE en Evolve Wrestling durante 2018 y 2019.

#### NXT (2019-2021)
El 15 de octubre, el gerente general de NXT, le ofreció un contrato para luchar en la marca NXT, el cual aceptó. El 19 de noviembre, se informó que Urbanski había firmado un contrato con la WWE y se reportó al WWE Performance Center. Hizo su debut para la marca en un combate durante un evento en vivo el 5 de diciembre, en el cual fue derrotada por Chelsea Green. El 25 de diciembre en un episodio de NXT, Blackheart tuvo su primer combate televisado en la marca enfrentándose a Bianca Belair, en el cual fue derrotada.
El 15 de enero de 2020, Blackheart compitió en un battle royal para determinar a la contendiente #1 de Rhea Ripley por el Campeonato Femenino de NXT en NXT TakeOver: Portland, en el cual eliminó a Deonna Purrazzo y Shayna Baszler antes de ser eliminada por Bianca Belair quien también sería la ganadora del combate. Tras eliminar a Baszler del combate, ambas se enfrentaron individualmente en un combate el 22 de enero en un episodio de NXT, en donde Blackheart fue derrotada. En el mismo episodio, fue atacada en backstage por Deonna Purrazzo, a quien también había eliminado del battle royal. El 26 de enero en el evento Royal Rumble, Blackheart entró en número 26 durante el Royal Rumble femenino, en el cual fue eliminada por Shayna Baszler. El 29 de enero en un episodio de NXT, Purrazzo y Blackheart se enfrentaron en un combate individual, en el cual Blackheart salió victoriosa. El 4 de marzo en un episodio de NXT, Blackheart se enfrentó a Chelsea Green en un combate de clasificación a un ladder match por una oportunidad al Campeonato Femenino de NXT en el evento NXT TakeOver: Tampa Bay (que fue cancelado), en el cual fue derrotada. El 1 de abril en un episodio de NXT, Blackheart participó en un combate estilo gauntlet por otra oportunidad en el ladder match, derrotando a Deonna Purazzo, Xia Li, Aliyah y Kayden Carter antes de perder el combate y ser derrotada por la última participante, Dakota Kai. El 7 de junio, participó en el evento NXT TakeOver: In Your House durante un combate entre equipos de seis mujeres, en el cual derrotó a Kai, Raquel González y Candice LeRae junto a Tegan Nox y Mia Yim. El 15 de junio, se anunció que Bayley y Sasha Banks defenderían los Campeonatos Femeninos en Parejas de WWE en un combate contra Blackheart y Tegan Nox. El combate se llevó a cabo el 17 de junio en un episodio de NXT, en el cual Blackheart y Nox fueron derrotadas.
En la 2° Noche de NXT TakeOver: Stand & Deliver, junto a Ember Moon derrotaron a The Way (Candice LeRae e Indi Hartwell) y retuvieron los Campeonatos Femeninos en Parejas de NXT.

#### SmackDown (2021-2024)
En el episodio del 9 de julio de SmackDown, Blackheart hizo su debut en la lista principal, haciendo equipo con Tegan Nox para derrotar a las Campeonas de Parejas Femeninas de la WWE, Natalya y Tamina en una lucha sin título. En el episodio del 29 de octubre, después de perder ante la Campeonato Femenino de SmackDown, Charlotte Flair, en un combate de contendientes al campeonato, Shotzi atacó a Sasha Banks que estaba en el ringside, volviéndose heel en el proceso. Como miembro del Team SmackDown Shotzi participó en el Traditional Survivor Series Women's Elimination match en Survivor Series el 21 de noviembre, pero fue eliminada por Bianca Belair. 
El 29 de enero de 2022, participó en el Royal Rumble match en el evento homónimo, ingresando en el puesto 29, pero fue eliminada por la eventual ganadora del combate, Ronda Rousey. En el episodio del 3 de junio de SmackDown, Shotzi compitió en un combate de seis mujeres para determinar la contendiente número 1 al Campeonato Femenino de SmackDown, sin lograr la victoria. En el episodio del 24 de junio, derrotó a Tamina para calificar para el Money in the Bank Ladder match el 2 de julio en Money in the Bank, el cual no pudo ganar. En el episodio del 5 de agosto de SmackDown, Shotzi compitió en un Gauntlet match para determinar la contendiente #1 al Campeonato Femenino de SmackDown de Liv Morgan, que fue ganado por Shayna Baszler. La semana siguiente, ella y Xia Li participaron en el Torneo por el Campeonato en Parejas Femenina de la WWE por los títulos vacantes, pero fueron eliminadas por Raquel Rodríguez y Aliyah en la primera ronda. En el episodio del 26 de agosto de SmackDown, compitieron en un Last Chance Fatal 4-Way para estar en las semifinales del torneo más tarde esa noche, que fue ganado por Natalya y Sonya Deville.
En el episodio del 16 de septiembre de SmackDown, Shotzi salvó a Raquel de un ataque de Damage CTRL (Dakota Kai e Iyo Sky), volviéndose face en el proceso. En el episodio del 21 de octubre, Shotzi y Rodríguez desafiaron a Kai y Sky por el Campeonato Femenino en Parejas, pero no tuvieron éxito después de Shotzi fuese distraída por Bayley. Al día siguiente, regresó brevemente a NXT como presentadora del evento NXT Halloween Havoc junto a Quincy Elliot, atacando a Lash Legend después de que ella los interrumpiera. Posteriormente en el episodio del 11 de noviembre de SmackDown, Shotzi vencería a otras cinco luchadoras para ganarse un combate por el Campeonato Femenil de SmackDown contra Ronda Rousey en Survivor Series WarGames. En el evento, no pudo ganar el título después de la interferencia de Shayna Baszler.
El 3 de mayo de 2025, se anunció su salida de la empresa tras haber vuelto a NXT en un stable con Gigi Dolin y Tatum Paxley.

## Otros medios
Blackheart apareció en el vídeo musical para la canción I Never Knew de la banda «AWEFUL».

## Vida personal
Se casó en Las Vegas Nevada, con su novio, Jesús Alfaro, antes de acudir a presentarse en un show en vivo en la ciudad mencionada.

## Campeonatos y logros
- Alternative Wrestling Show
  - AWS Women's Championship (1 vez)[35]

- East Bay Pro Wrestling
  - EBPW Ladies Championship (1 vez)[35]

- Gold Rush Pro Wrestling

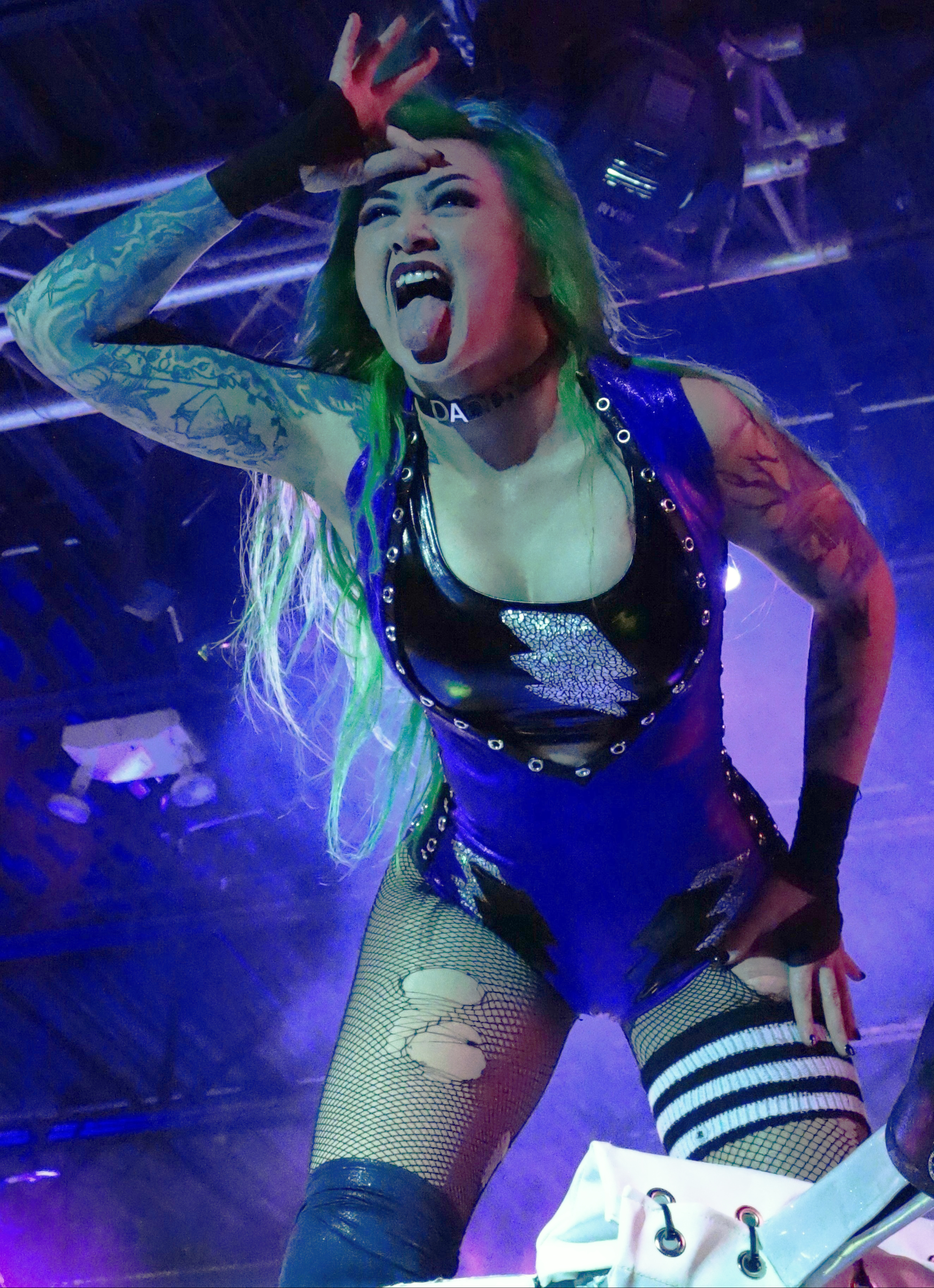
Blackheart en un evento de Shine en 2019.

  - GRPW Lady Luck Championship (1 vez)[35]

- Hoodslam
  - Best Athlete In The East Bay Championship (1 vez)[35]
  - Intergalactic Tag Team Championship (1 vez) - con Joey Ryan[35]

- Independent Wrestling Association Mid-South
  - IWA Mid-South Women's Championship (1 vez)[35]

- RISE Wrestling
  - Phoenix of RISE Championship (1 vez)[35]

- Shine Wrestling
  - Shine Nova Championship (1 vez)[35][36]

- Sabotage Wrestling
  - Sabotage War Of The Genders Championship (2 veces)[35]

- WWE
  - NXT Women's Tag Team Championship (1 vez) - con Ember Moon
  - NXT Year–End Award (1 vez)
    - Breakout Star of the Year (2020)

- Pro Wrestling Illustrated
  - Situada en el N°48 en el PWI Female 50 en 2017
  - Situada en el N°78 en el PWI Female 100 en 2018
  - Situada en el N°78 en el PWI Female 100 en 2019
  - Situada en el Nº46 en el PWI Female 100 en 2020
  - Situada en el Nº30 en el PWI Female 150 en 2021
  - Situada en el Nº137 en el PWI Female 150 en 2022